# پاول شولتسه
پاول شولتسه (انگلیسی: Paul Schulze; ۲۲ اکتبر ۱۸۸۲ – ۱۹۱۸ (۳۵−۳۶ سال)) دوچرخه‌سوار اهل آلمان بود. وی در بازی‌های المپیک تابستانی ۱۹۰۸ شرکت کرده است.